# Роберт I (король Шотландии)
Роберт I Брюс (англ. Robert the Bruce, гэльск. Roibert a Briuis, 11 июля 1274 — 7 июня 1329) — король Шотландии (1306—1329), один из величайших шотландских монархов, организатор обороны страны в начальный период войны за независимость против Англии, основатель королевской династии Брюсов.
Предки по отцовской линии имеют ското-нормандское происхождение (Бриё (фр. Brieux), Нормандия), по материнской — франко-гэльское.

## Молодые годы
Роберт Брюс, старший сын Роберта Брюса, 6-го лорда Аннандейла, и Марджори, графини Каррикской, родился 11 июля 1274 года. Он унаследовал от своего деда Роберта Брюса, 5-го лорда Аннандейла, права на корону Шотландии в качестве потомка короля Давида I. После поражения партии Брюсов на процессе о наследовании шотландской короны в 1292 году и возведения на престол Шотландии Иоанна I Баллиоля наследственные права на корону вместе с графством Каррик были переданы молодому Роберту Брюсу. Оппозиция клана Брюсов Иоанну I Баллиолю определила первоначальную поддержку Робертом Брюсом короля Англии Эдуарда I в его борьбе за установление английского господства над Шотландией.

## Начало войны за независимость
В условиях вторжения английских войск в Шотландию в 1296 году Роберт Брюс со своими отрядами присоединился к английской армии и присягнул на верность королю Англии Эдуарду I. Поддержка клана Брюсов и его сторонников обеспечила Эдуарду I относительно лёгкое завоевание страны и пленение короля Иоанна I. Шотландия была провозглашена владением английского короля. Однако уже в 1297 году в стране вспыхнуло восстание Уильяма Уоллеса, направленное на освобождение Шотландии, к которому присоединился и Роберт Брюс. Но мятежи шотландских лордов были быстро и жестоко подавлены, а в Ирвинском договоре Роберт Брюс вновь поклялся в верности королю Англии. После разгрома Уоллеса в битве при Фолкерке в 1298 году Эдуард I назначил Брюса членом регентского совета Шотландии, однако уже в 1300 году из-за конфликтов с кланом Коминов Роберт Брюс был смещён. В дальнейшем Роберт Брюс возглавил партию шотландских баронов, оппозиционных правлению Коминов и поддерживающих английского короля.

## Коронация Роберта Брюса и освобождение Шотландии
Борьба за влияние в Шотландии между кланами Брюсов и Коминов вылилось в убийство Джона Комина «Рыжего» Робертом Брюсом в одной из церквей Дамфриса в 1306 году, в результате чего Брюс фактически оказался главой антианглийского движения в стране. На его сторону перешла часть шотландских баронов, и 25 марта 1306 года Роберт Брюс был коронован в Скуне королём Шотландии. Однако восставшие были быстро разбиты английскими войсками при Метвене и Дэрлае, семья Роберта пленена, его младшие братья казнены, а сам Брюс бежал на остров Ратлин у западного побережья Шотландии.
Но уже весной 1307 года Роберт I с небольшим отрядом высадился в родовом графстве Каррик и 10 мая одержал победу над войском Эмера де Валенса, графа Пембрука, в битве при Лаудон-Хилле. В то же время к Брюсу присоединился Джеймс Дуглас и другие шотландские бароны, которые начали постепенное вытеснение англичан из страны. В течение 1308 — 1309 годов войска Брюса и Дугласа разгромили партию Коминов в битвах при Инверари и на Брандерском перевале и освободили северную и западную Шотландию.
Со смертью Эдуарда I в 1307 году вооружённые силы Англии оказались скованы восстаниями английских магнатов против нового короля Эдуарда II. Попытка нового английского вторжения в 1310 году провалилась, и к концу 1313 года восставшие освободили бо́льшую часть Шотландии, включая крупнейшие города (Данди, Перт, Эдинбург, Роксборо), захватили у англичан остров Мэн и осадили английский гарнизон в Стерлинге. Губернатор Стерлинга согласился на капитуляцию при условии, если город не будет освобождён английской армией до 24 июня 1314 года. Подоспевшая к этому сроку армия Эдуарда II была наголову разбита шотландскими войсками под руководством Роберта Брюса в битве при Бэннокберне в 1314 году. Победа при Бэннокбёрне обеспечила освобождение Шотландии от английской оккупации и восстановление её независимости.

## Внешняя политика после Бэннокбёрна
Разгром английских войск при Бэннокбёрне позволили Роберту I перейти в наступление на территории самой Англии: в 1314 — 1315 годах шотландские отряды совершают набеги на Нортумберленд, Камберленд и Дарем. Воспользовавшись восстанием в Ольстере, шотландцы высадились в 1315 году в Ирландии, и Эдуард Брюс, брат Роберта I, был коронован верховным королём Ирландии. Первоначальный успех военных действий шотландской армии, поддержанный пропагандой Брюсов о единстве шотландского и ирландского народов, в 1317—1318 годах сменился рядом неудач, и в битве на Фогхартских холмах в 1318 году шотландцы были разбиты, а сам Эдуард Брюс был убит.
Неудача в Ирландии была вскоре компенсирована новыми успехами Роберта I в Англии: уже в 1317 году взят Берик, а в 1319 году армия Джеймса Дугласа одержала победу над войсками архиепископа Йоркского при Митоне, вынудив англичан заключить перемирие. Война возобновилась в 1322 году успешными действиями Роберта I в Ланкашире и Йоркшире. Королю также удалось возобновить военный союз с Францией (Корбейский договор 1323 года).
Одновременно Роберт I активизировал усилия по достижению согласия с папой римским. В конфликте Англии и Шотландии папство заняло последовательную проанглийскую позицию, отлучив Роберта Брюса и его сторонников от церкви и отказав в его признании королём Шотландии. Однако шотландское духовенство поддерживало своего короля и в 1320 году опубликовало Арбротскую декларацию, обращённую к папе римскому, в которой утверждалась независимость Шотландии и обосновывалось право Брюса на корону.
Последняя попытка английского короля добиться подчинения Шотландии была предпринята в 1327 году, после свержения Эдуарда II. Но поход Роджера Мортимера и малолетнего Эдуарда III завершился крахом. В ответ войска Роберта I вновь разорили Нортумберленд и высадились в Ирландии. В результате Англия была вынуждена подписать в 1328 году Нортгемптонский договор, в соответствии с которым Шотландия была признана независимым суверенным государством, а Роберт I — королём Шотландии. Остров Мэн и Берик были также возвращены Шотландии.

## Внутренняя политика Роберта Брюса
Разгром Робертом Брюсом партии Коминов в Шотландии и изгнание проанглийских баронов повлекли за собой массовые конфискации земель и их перераспределение в пользу короля и его приближённых (Дугласы, Рэндольфы, Кэмпбеллы) с освобождением этих владений от значительной части обязательств. В результате, вассально-ленные отношения в период правления Роберта I пережили своё второе возрождение, в то время, как общая для Западной Европы тенденция к укреплению королевской администрации на местах не нашла своего отражения в Шотландии. В условиях острого финансового дефицита из-за постоянных войн с Англией Роберт I был вынужден отказаться от королевских прерогатив в значительной части шотландских городов за уплату фиксированного ежегодного платежа в пользу короля (система «фью-фарминга»), что в дальнейшем привело к сужению финансовых резервов королевской власти. В 1326 году парламент Шотландии, созванный в Камбускеннете, в котором впервые в истории страны приняли участие представители городов, вотировал Роберту I на время его правления экстраординарный налог на доходы в размере 10 %.

## Смерть

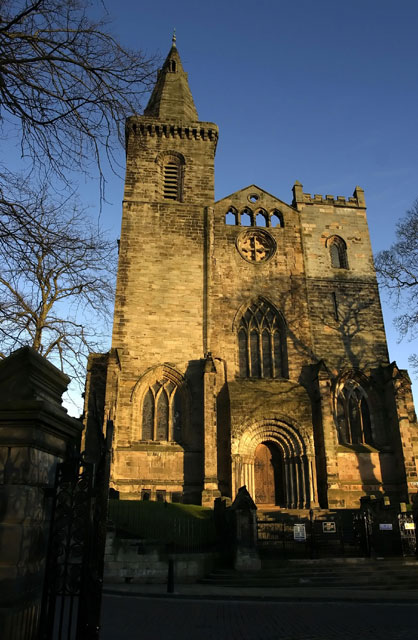
Данфермлинское аббатство

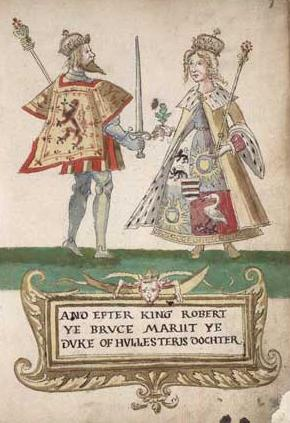
Роберт Брюс и Елизавета де Бург

Роберт I умер 7 июня 1329 года в Кардроссе, его тело было захоронено в Данфермлинском аббатстве, а сердце, в соответствии с завещанием короля, передано Джеймсу Дугласу, который взял его в крестовый поход в Испанию. После смерти Дугласа сердце короля Роберта I вернулось в Шотландию и было захоронено в аббатстве Мелроз в одноимённом городе. В 1920 году археологи обнаружили и затем перезахоронили сердце, однако не указали его точное место. В 1996 году во время строительных работ была найдена шкатулка с предположительно хранившимся в ней сердцем. Следуя предсмертной воле короля, оно было вновь перезахоронено в аббатстве Мелроз в 1998 году.

## Отражение в фольклоре
С Брюсом связана известная шотландская легенда, согласно которой, однажды после серии военных неудач Брюс пал духом, но увидел паука, несмотря на неоднократно обрывавшуюся паутину, снова и снова начинавшего тянуть её, и в результате успешно завершившего свою сеть. Это придало Брюсу новые душевные силы в его военном деле. Легенда существует в нескольких вариантах и распространена также за пределами Шотландии, например, в начале XXI века её перевод на китайский язык проходили по родному языку и литературе многие китайские школьники.

## Браки и дети
Согласно Thepeerage.com
- (1295) Изабелла Марская, дочь Дональда, 6-го графа Мара
  - Марджори Брюс (1296—1316), замужем (с 1315 года) за Уолтером Стюартом
- (1302) Елизавета де Бург, дочь Ричарда де Бурга, 2-го графа Ольстера
  - Давид II (1324—1371), король Шотландии
  - Маргарита Брюс (не позднее 1327 — около 1347), замужем (с 1345 года) за Уильямом де Моравия, 5-м графом Сазерленда
  - Матильда (Мод) Брюс (не позднее 1327—1353)
  - Джон Брюс (1327 — умер во младенчестве)
- Внебрачные дети
  - Сэр Нил из Керрика (? — 1346)
  - Уолтер из Одистуна
  - Кристина из Керрика
  - Роберт Брюс (около 1293 — 11 августа 1332), лорд Лиддисдейла с 1321/1322.
  - Маргарет Брюс (не позднее 1327 — не ранее 1364)
  - Элизабет Брюс (не позднее 1327 — ?)

## Образ в культуре
- Поэма Вальтера Скотта «Повелитель островов» (1815)[4]
- «Храброе сердце» (1995) — режиссёр Мел Гибсон. В роли Роберта Ангус Макфадьен.
- «Брюс» (1996) — режиссёр Боб Карраверс. В роли Роберта Сэнди Уэлш.
- «Король вне закона» (2018) — режиссёр Дэвид Маккензи. В роли Роберта Крис Пайн.
- «Роберт — король Шотландии» (2019) — режиссёр Ричард Грей, в роли Роберта снова Ангус Макфадьен.